# 桂小南 (2代目)
2代目 桂 小南（かつら こなん、1920年1月2日 - 1996年5月4日）は、東京で上方落語を演じた落語家。特に『いかけ屋』で知られる。本名∶谷田 金次郎。

## 経歴

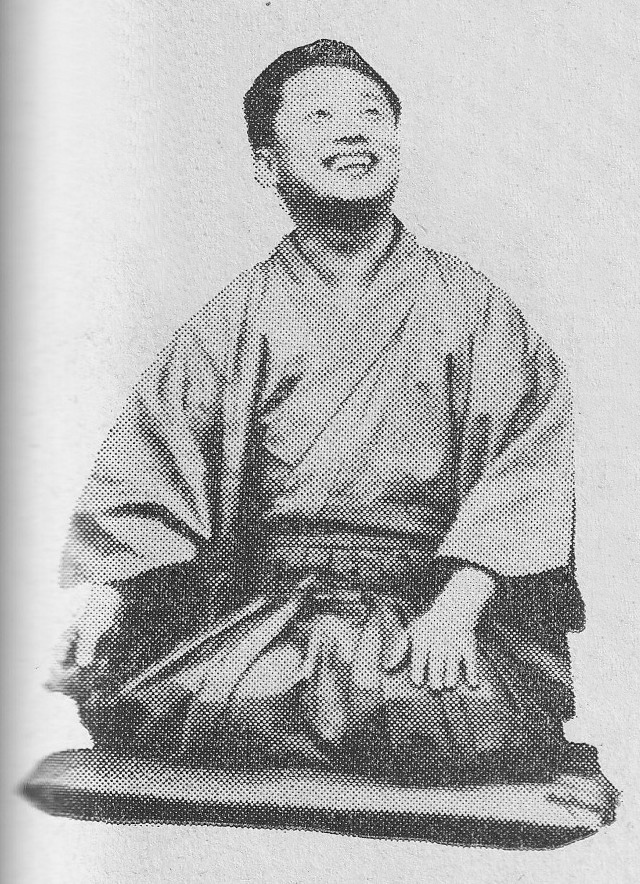
プレイグラフ社『落語など』創刊号（1966年）より

1920年（大正9年）、京都府北桑田郡山国村井戸（現在の京都市右京区）に、左官業・谷田政吉の三男として生まれる。小学校を修了したのちの1933年（昭和8年）、京都市今出川寺町の印刷店に奉公し、1年後の1934年（昭和9年）に京都市内の呉服問屋にうつった。呉服問屋では、すぐに東京日本橋に移された。
問屋に5年つとめた後、1939年（昭和14年）、3代目三遊亭金馬の内弟子となり、山遊亭金太郎を名乗る。入門当初は金馬が東宝専属であったため、寄席の定席には出られず、主に東宝名人会で前座を務めていた。太平洋戦争中は召集を受け、1945年（昭和20年）に復員した。1951年、定席の高座に出るために金馬の口利きで2代目桂小文治の身内となる。1958年（昭和33年）9月、2代目桂小南を襲名して10代目桂文治、5代目春風亭柳昇、三笑亭夢楽、三遊亭小圓馬、4代目春風亭柳好とともに真打となった。当初は「右女助」の名跡を継ぐべく、8代目桂文楽との交渉に及んだが、逆に文楽に見込まれ、彼が持つもうひとつの名跡の「小南」を譲られることとなった。
丹波なまりが抜けず伸び悩んでいたところ、師匠の3代目金馬より上方噺に転向するように言われ、それまで習得した江戸噺を封印した。以降、大阪の「富貴」「戎橋松竹」などといった寄席に出かけては、ヘタリ（囃子方）を勤めるかたわら、上方の若手（3代目桂米朝、3代目桂春団治、6代目笑福亭松鶴、5代目桂文枝ら）に混じって、古老落語家から上方噺を教わった。このとき、小南に稽古をつけた橘ノ圓都が自信を取り戻し高座に復帰した、という上方落語復興の一側面を物語るエピソードがある。
独特な口調は「小南落語」とも呼ばれた。芸に厳しく、終生「稽古の鬼」と称された。1969年（昭和44年）には文化庁芸術祭大賞を受賞しており、1968年（昭和43年）と1981年（昭和56年）には文化庁芸術祭の奨励賞、1989年（平成元年）には芸術選奨文部大臣賞を受賞した。
1984年（昭和59年）1月に桂文朝、桂文生、桂南喬、文生の弟子桂きん治が落語芸術協会を脱退、5代目柳家小さん門下として落語協会に移籍している。
1990年、紫綬褒章受章。
1996年（平成8年）5月4日、脳梗塞により死去、76歳没。

## 得意ネタ
- 『いかけ屋』
- 『帯久』
- 『菊江の仏壇』
- 『三十石』
- 『しじみ売り』
- 『七度狐』
- 『ぜんざい公社』
- 『代書屋』
- 『胴乱の幸助』
- 『土橋萬歳』
- 『菜刀息子』
- 『雛鍔』
- 『百年目』
- 『河豚鍋』
- 『箒屋娘』
- 『夢八』
- 『ん廻し』

など、得意ネタは200を超えた。CBSソニーからLPレコードが残されている。

## 人物
説明するのに面倒だから、と「京都出身」で通していた。このため、京都市出身と理解する人も少なくなかった。なお、山国村は1955年（昭和30年）に京北町となり、さらに前記の通り2005年（平成17年）に京都市右京区に編入されているため、現在では京都市出身でも間違いではなくなっている。また、自分の落語は東京と大阪の中間だからということで例えとして「静岡落語」を名乗っていたが、静岡県出身者と間違われるということで後には使わなくなっている。
趣味は水彩画。仕事で地方に行った際は画廊や骨董店をよく巡った。
笑福亭鶴光は東京の寄席で定席を持つようになったころ、小南から気遣いを受けたと述べている。
寄席・若竹に客演した際、小南の顔を知らなかった前座（のちの伊集院光）に楽屋ではなく客席に案内された。伊集院は周囲から叱られたが、当の小南は笑っていたという。

## 弟子
弟子は全員東京の落語家で、東京弁で落語を演じている。
- 桂南八
- 桂南治
- 桂南なん
- 3代目山遊亭金太郎
- 3代目桂小南

### 5代目柳家小さん門下へ移籍
鈴本演芸場と落語芸術協会の確執から芸術協会が鈴本に出演しなくなり、1出番の減少を危惧し移籍した。
- 2代目桂文朝
- 桂南喬 - 3代目三遊亭金馬門下から移籍

### 廃業
- 桂なんば

## 著書
小学生向けの古典落語の本を出版し、各地で「学校寄席」を開くなど、6代目柳亭燕路と同様に低年齢層への古典落語普及に努めた。

### 単著
- 東大落語会 編『桂小南集』青蛙房、1972年。ASIN B000J94MHE。
- 『落語案内』立風書房、1982年6月。ASIN B000J7KLJO。

### 共著
- おもしろ落語ランド 1-3（ひこねのりおイラスト・桂小南文 金の星社 1987.5）
  - じゅげむ／目黒のさんま ISBN 4323040717
  - 花の都／てんしき ISBN 4323040733
  - まんじゅうこわい／平林 ISBN 4323040725